# Liste des aires protégées au Bas-Saint-Laurent
Cette liste comprend les aires protégées et les territoires de conservation de la faune et de la flore situés au Bas-Saint-Laurent au Québec.
Au niveau fédéral, les aires protégées comprennent les parcs nationaux, les refuges d'oiseaux migrateurs, les réserves marines de faune, les réserves nationales de faune, les sites canadiens et les zones de protection marine. À l'exception des deux derniers, le territoire du Bas-Saint-Laurent comprend au moins une aire protégée de chaque catégorie.
Au niveau provincial, il existe six types d'aires protégées placées sous la responsabilité du ministère du Développement durable, de l'Environnement, de la Faune et des Parcs : cinq en vertu de la Loi de la conservation du patrimoine naturel et un en vertu de la Loi sur les espèces menacées ou vulnérables. Le Bas-Saint-Laurent comprend trois réserves écologiques et quatre réserves naturelles qui sont sous la première loi ainsi que six habitats floristiques qui sont sous la seconde loi et qui protègent des espèces floristiques menacées ou vulnérables.
Les réserves fauniques et les zones d'exploitation contrôlée (zec) sont des territoires qui sont gérés afin de rendre la chasse et la pêche accessibles tout en ayant pour mission la conservation de la faune. Les réserves fauniques sont gérées par le ministère des Ressources naturelles du Québec tandis que les zec sont gérées par des organismes à but non lucratif.
De plus, les zones importantes pour la conservation des oiseaux sont définis par l'organisation internationale BirdLife International et le Bas-Saint-Laurent en comprend dix dont trois sont également des refuges d'oiseaux migrateurs protégés.

## Aires protégées

### Niveau fédéral

#### Parcs nationaux
- Parc national du Bic
- Parc national de la Gaspésie (en partie)
- Parc national du Lac-Témiscouata

#### Parc marin
- Parc marin du Saguenay–Saint-Laurent (en partie)

### Refuges d'oiseaux migrateurs
- Refuge d'oiseaux de l'Île aux Basques
- Refuge d'oiseaux de L'Isle-Verte (chevauche la réserve nationale de faune de la baie de l'Isle-Verte)

#### Réserves nationales de faune
- Réserve nationale de faune de la baie de l'Isle-Verte
- Réserve nationale de faune de Pointe-au-Père
- Réserve nationale de faune des îles de l'Estuaire

### Niveau provincial

#### Réserves écologiques
- Réserve écologique Charles-B.-Banville
- Réserve écologique Fernald
- Réserve écologique Irène-Fournier

#### Réserves naturelles reconnues
Il y a quatre réserves naturelles reconnues dans la région:
- Réserve naturelle de la Grosse-Montagne
- Réserve naturelle de l'Île-aux-Basques-et-des-Razades
- Réserve naturelle de l'Île-aux-Pommes
- Réserve naturelle de la Neigette

#### Habitats floristiques
- Habitat floristique du Mont-Fortin
- Habitat floristique du Mont-Logan
- Habitat floristique du Mont-Matawees
- Habitat floristique du Premier-Lac-des-Îles
- Habitat floristique de la Tourbière-de-Lac-Casault
- Habitat floristique de la Tourbière-de-Saint-Valérien

#### Écosystèmes forestiers exceptionnels
Il y a 26 écosystèmes forestiers exceptionnels au Bas-Saint-Laurent:
Forêts anciennes
- Forêt ancienne Duchénier
- Forêt ancienne de l'Étang-du-Camp
- Forêt ancienne du Lac-des-Baies
- Forêt ancienne des Monts-Chic-Chocs
- Forêt ancienne de la Rivière-Cossette
- Forêt ancienne de la Rivière-Petchedetz-Est
- Forêt ancienne du Ruisseau-Beazley
- Forêt ancienne du Ruisseau-Sec
- Forêt ancienne du Ruisseau-Teed

Forêts rares
- Forêt rare de l'Étang-de-l'Écluse
- Forêt rare du Lac-France
- Forêt rare du Lac-Morin
- Forêt rare du Lac-Morrisson
- Forêt rare de la Montagne-à-Fourneau
- Forêt rare de la Montagne-du-Bleuet
- Forêt rare de la Petite-Rivière-Rimouski
- Forêt rare de la Petite-Rivière-Touradi
- Forêt rare de la Rivière-Assemetquagan
- Forêt rare de la Rivière-Blanche
- Forêt rare de la Rivière-Madawaska
- Forêt rare de la Rivière-Matane
- Forêt rare de la Rivière-Owen
- Forêt rare de la Rivière-Square Forks
- Forêt rare du Ruisseau-à-l'Eau-Claire

Forêts refuges
- Forêt refuge du Grand-Lac-Macpès
- Forêt refuge du Lac-Matapédia

## Réserves fauniques et zones d'exploitation contrôlée

### Réserves fauniques
- Réserve faunique de Dunière
- Réserve faunique de Matane
- Réserve faunique de Rimouski
- Réserve faunique Duchénier
- Réserve faunique de la Rivière-Cascapédia
- Réserve faunique des Rivières-Matapédia-et-Patapédia

### Zones d'exploitation contrôlée
- Zec du Bas-Saint-Laurent
- Zec Casault (en partie)
- Zec Chapais (petite partie en Chaudière-Appalaches)
- Zec Owen
- Zec de la Rivière-Matane
- Zec de la Rivière-Mitis
- Zec de la Rivière-Rimouski
- Zec de Cap-Chat

## Zones importante pour la conservation des oiseaux
- Îles-du-Pot-à-l’Eau-de-Vie à Rivière-du-Loup
- Île-Blanche à Rivière-du-Loup
- Kamouraska à Rivière-du-Loup
- Îles-Pèlerin à Saint-André-de-Kamouraska
- Île-aux-Fraises à Saint-André-de-Kamouraska
- Marais-de-la-baie-de-l'Isle-Verte à L'Isle-Verte (inclus dans le Refuge d'oiseaux de L'Isle-Verte et la Réserve nationale de faune de la baie de l'Isle-Verte)
- Île-aux-Pommes à L'Isle-Verte
- Île-aux-Basques-et-Les-Razades à Trois-Pistoles (inclus dans le Refuge d'oiseaux de l'Île aux Basques)
- Rimouski à Rimouski
- Îles-Les-Boules à Métis-sur-Mer

## Annexe